# Thermopülai-szoros
A Thermopülai-szoros (ógörögül Θερμοπύλαι, démotikus görögül Θερμοπύλες, am. „forró kapu”) Thesszáliát és Közép-Görögországot választja el. Az igen keskeny, néhány kilométer hosszú tengerparti sáv átjáró az Evriposz-csatorna és a parti hegylánc között. 

## Neve
Nevét két, Héraklésznek szentelt kénes hőforrásról és a közelben elhelyezkedő három kapuról kapta (demotikus írással: Θερμο = hő, πύλες = kapu).
A név maga az ókori görög történelemből vált ismertté.

## Földrajza

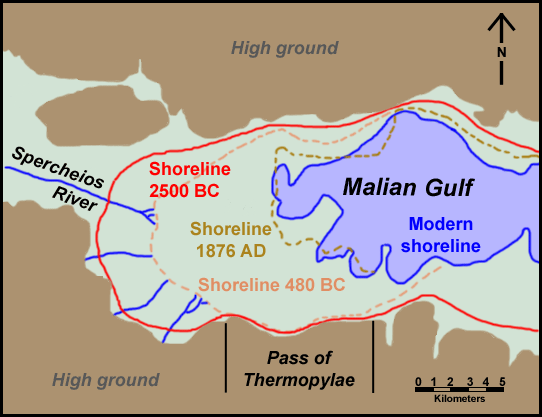
Az ókori és a mai tengerpart Thermopülainál

A Balkán-félszigeten, Közép-Görögország keleti részében, Éviától nyugatra, az Égei-tenger Maliszi-öblének déli partján található. Ez az egyetlen szárazföldi útvonal, amelyen jelentős forgalom haladhat keresztül Lokrisz és Thesszália közt. Ha valaki északról dél felé halad a Balkán-félsziget keleti partja mentén, használnia kell a Thermopülai-szorost. Nyugatabbra az utat hegyek és a Korinthoszi-öböl zárják el. Mindezek miatt katonailag fontos, és a térségben korábban számos csata zajlott.
A régiót a Szperheiósz folyó völgye uralja, amelyet meredek, erdővel borított mészkőhegyek fognak közre. A folyó által lerakott hordalék és a melegvizű forrásokból származó travertin üledék jelentősen átformálta a vidék képét az elmúlt néhány ezer évben. Az a valamikori felszín, amelyen i. e. 480-ban a thermopülai csatát vívták, mintegy 20 méterrel a mai felszín alatt húzódik. Az üledéklerakódás következtében a tengerpart is jelentősen eltávolodott a helyszíntől. A történelem előtti időkben a Maliszi-öböl szintje sokkal magasabb, a Szperheiósz pedig sokkal rövidebb volt. I. e. 2500 és i. e. 480 közt a tengerpart már sokat távolodott, de még mindig szűk utat hagyott a tenger és a parti hegyek közt. A legkeskenyebb pont, ahol a thermopülai csatát vívták, kevesebb, mint száz méter széles lehetett. i. e. 480-tól a 21. századig a part egyes helyeken nem kevesebb, mint kilenc kilométert is távolodhatott, a parti síkság megnőtt és legkeskenyebb pontjain is szélesedett.
Ma a szorosban halad az A1-es autópálya és az ΕΟ1-es főút. Utóbbi mellett található a thermopülai csatában elesett I. Leónidasz spártai király modern emlékműve, szemben azzal a dombbal, amelynek tetején Szimónidész sírversét vésték kőbe.

## A mitológiában
A „Thermopülai” szó jelentése „forró kapuk”. A görög mitológia története szerint Héraklész a folyóba ugrott, hogy lemossa magáról a hidra mérgét, amellyel átitatták ruháját, amelyet nem tudott levenni. A víz a méregtől felmelegedett és azóta is az maradt.
Thermopülai a „Maliakosz patkója”, vagy „halálpatkó” néven elhíresült kanyargós útszakasz része, amelyen nagyon sok baleset történt.
A melegvizes források, amelyekről a hely a nevét kapta, még mindig léteznek a hegy lábának közelében.

## A csaták

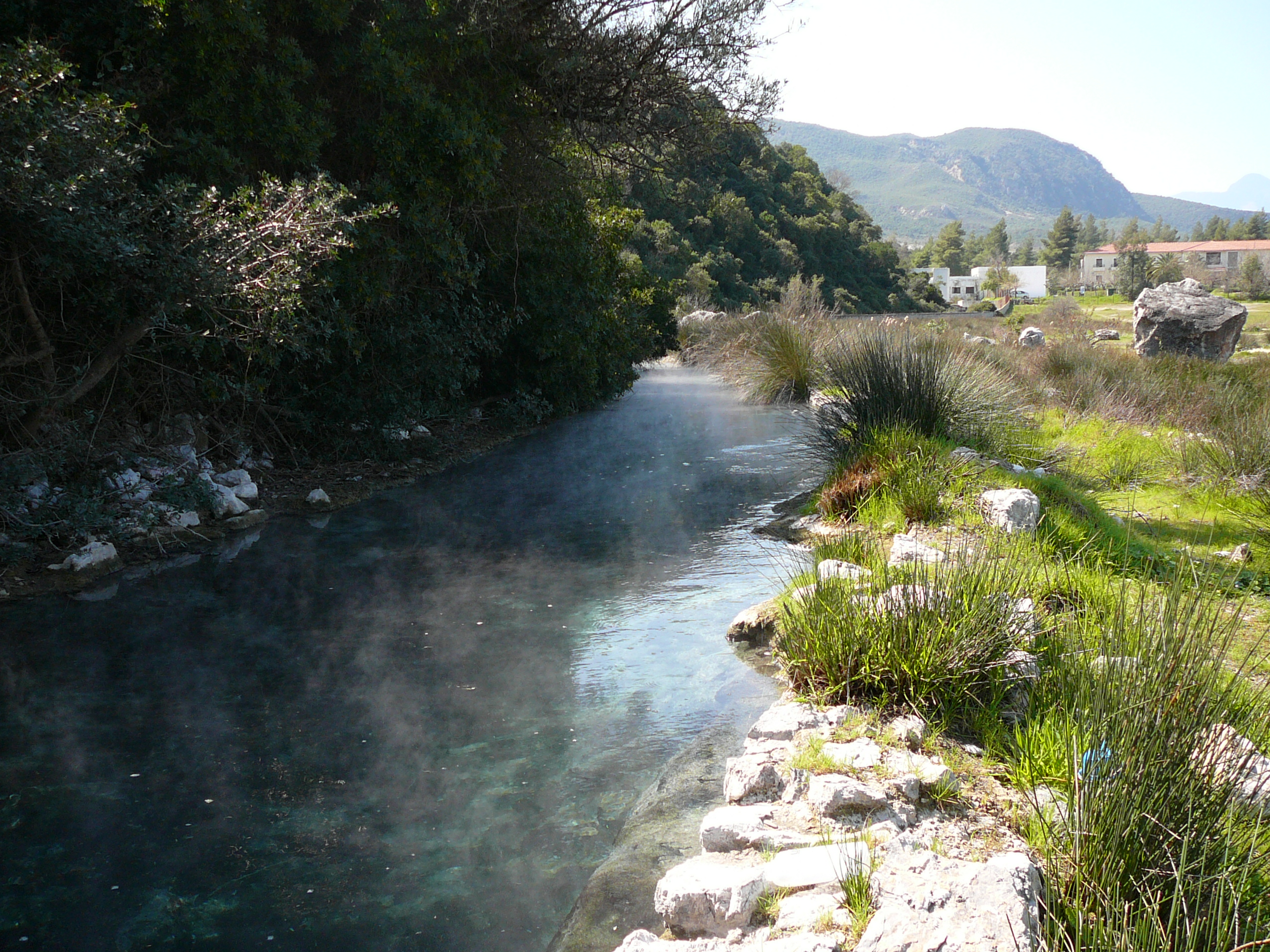
A szorosnak nevet adó termálforrások egyike

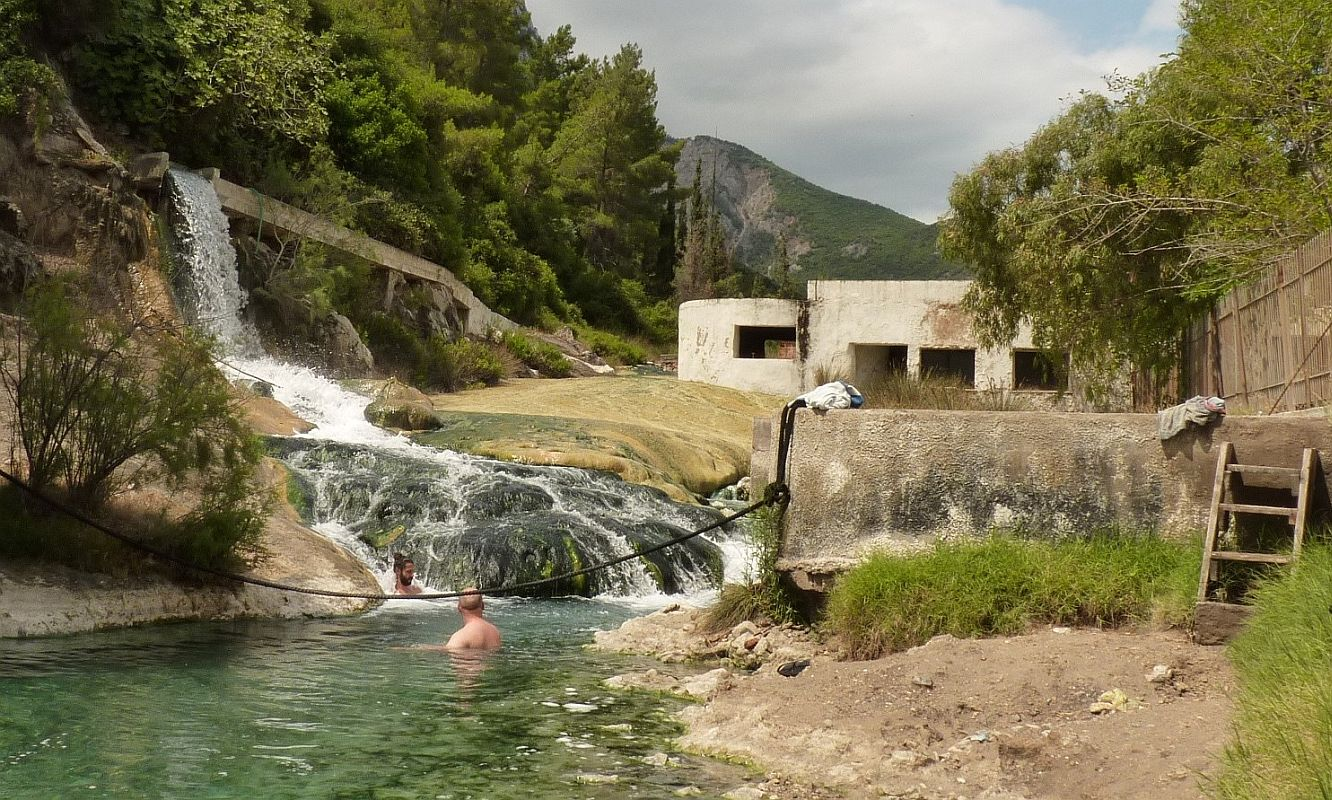
Kénes termálfürdő

### Görög-perzsa
Thermopülait elsősorban a Kr. e. 480-ban itt vívott csatáról ismerik, amelyben a görögök I. Xerxész nagy túlerőben lévő perzsa serege ellen védték a szorost két napig, amíg azok a hátukba nem kerültek. A szoros a sokkal erősebb ellenfél elleni hősies kitartás jelképévé vált.

### Görög-gall
Kr. e. 279-ben a Brennus vezette gall sereg legyőzte a Szürakuzai Kallipposz vezette görög sereget.

### Római-szeleukida
Kr. e. 191-ben Nagy Antiokhosz szeleukida uralkodó hiába próbált átjutni a római Manius Acilius Glabrio védte szoroson.

### Más ókori csaták
A Harmadik Szent Háború során (Kr. e. 353/352) az athéniak 5000 hoplitája és 400 lovasa megakadályozta, hogy II. Philipposz makedón király serege átkeljen a szoroson. 267-ben a herul támadók semmisítettek meg itt egy velük szembeszálló görög sereget.

### Görög függetlenségi háború

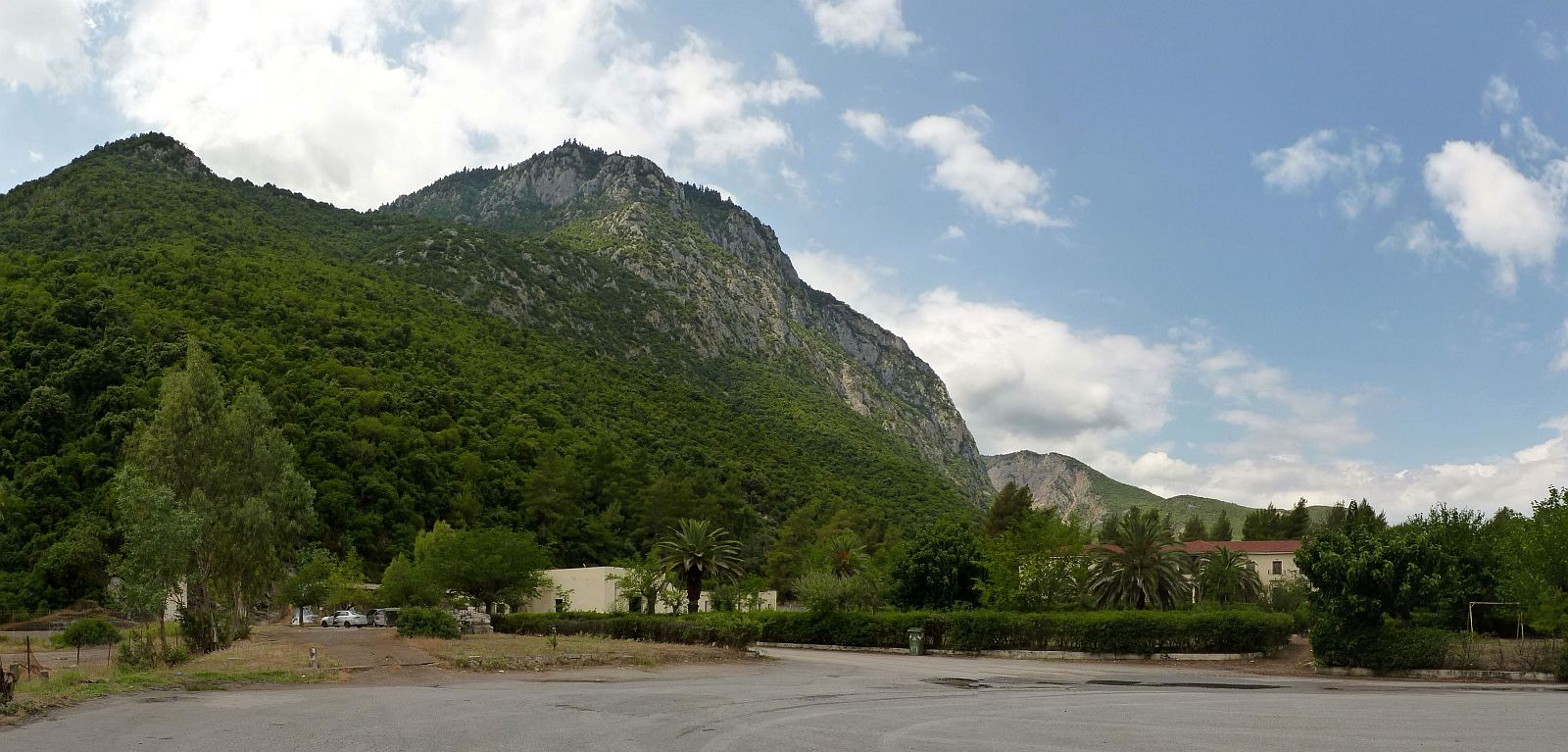
A Thermopülai-szoros

1821-ben görög felkelők Athanásziosz Diakosz vezette csapata szállt szembe a szoros közelében egy nyolcezres török sereggel, amely Thesszáliaból igyekezett dél felé, hogy leverje a Ruméliában és a Peloponnészoszin kirobbant felkeléseket. Diakoszt, miután 48 emberével az alamanai hídnál a végsőkig ellenállt, elfogták és megölték.

### Második világháború
A második világháborúban, 1941-ben az ANZAC-erők elég ideig tartották fel itt a német inváziós csapatokat ahhoz, hogy a brit expedíciós erőket Krétára evakuálják.

## Fordítás
- Ez a szócikk részben vagy egészben  a   Thermopylae című angol Wikipédia-szócikk ezen változatának fordításán alapul.  Az eredeti cikk szerkesztőit annak laptörténete sorolja fel. Ez a jelzés csupán a megfogalmazás eredetét és a szerzői jogokat jelzi, nem szolgál a cikkben szereplő információk forrásmegjelöléseként.